# Sankt German
Sankt German är en ort i kommunen Raron i kantonen Valais i Schweiz. Den ligger cirka 5 kilometer nordväst om Visp. Orten har cirka 313 invånare (2021). Den ligger på en kulle, på Rhônes högra flodbank.